# Brda (Radovljica, Slovenija)
Brda je naselje u slovenskoj Općini Radovljici. Brda se nalazi u pokrajini Gorenjskoj i statističkoj regiji Gorenjskoj. 

## Stanovništvo
Prema popisu stanovništva iz 2002. godine naselje je imalo 44 stanovnika.